# Sport1 US

Logo von sport1 US HD von 1. August 2013 bis 24. Januar 2019

Sport1 US (eigene Schreibweise: sport1 US) war nach Sport1+ der zweite Pay-TV-Sender der Sport1 Medien AG in Deutschland, Österreich und der Schweiz. Ab dem 1. August 2013 wurde der Sender in SD- und HD-Auflösung ausgestrahlt und legte seinen Schwerpunkt auf amerikanische Sportarten. Er wurde am 24. Januar 2019 durch eSports1 (HD und SD) ersetzt.

## Empfang
Sport1 US war ab dem 1. August 2013 in HD über Satellit bei Sky auf der ehemaligen Frequenz von ESPN America HD und ab dem 2. August 2013 über UPC in Österreich zu empfangen. Sky hatte zudem die exklusiven Multifeed-Rechte erhalten, so dass Sky-Kunden die Möglichkeit hatten, zwischen parallel laufenden Spielen der NFL oder parallel stattfindenden Veranstaltungen in verschiedenen Sportarten frei zu wählen. Der Sendestart hierfür war der 8. September 2013. Im deutschen Kabelnetz war der Sender in SD am 1. August 2013 bei Unitymedia Kabel BW und Kabel Deutschland gestartet. Ab dem 31. Januar 2014 war der Sender auch bei Entertain der Deutschen Telekom zu empfangen. Des Weiteren war Sport 1 US auch bei Zattoo im Premium-Plus-Paket sowie bei waipu.tv im Perfect-Paket und ab dem 1. September 2017 auch über Magine TV im Premium-Paket zu empfangen, jeweils in HD. Die Verbreitung via Sky wurde zum 30. Juni 2017 eingestellt.
Übersicht:
Kabel:
- Vodafone Kabel Deutschland
- Unitymedia
- UPC Schweiz
- UPC Austria
- A1 Telekom

IPTV:
- Vodafone
- Telekom Entertain
- Zattoo
- Magine TV
- Amazon Channels
- waipu.tv

## Sport1 US HD 1 Optionskanal

Logo von Sport1 US HD1

Vom 8. September 2013 bis Sommer 2015 war ein Optionskanal empfangbar. Dieser Optionskanal war über Sky Deutschland im Sport- oder Fußball-Bundesliga-Paket mit Premium HD verfügbar und wurde für zeitgleich laufende Live-Spiele der NFL, NBA, NHL und MLS genutzt. Diese Spiele wurden später dann zeitversetzt im normalen Sport1-Kanal gezeigt. Dieser Kanal wurde hauptsächlich für den Sonntagabend der NFL ins Leben gerufen, an dem so beide international angebotenen Spiele live übertragen werden konnten. Mit dem Wegfall der NFL-Rechte wurde dieser nicht mehr bespielt und schließlich eingestellt.

## Programm
In der Pressemitteilung zum Sendestart wurde angekündigt, dass Sport1 US ein umfassendes Rechtepaket von ESPN Sports Media erworben habe. Zudem wurden einige weitere Rechte erworben. Die ESPN-Rechte (NCAAF, NCAAB, IRL) wurden bis 2018 verlängert.
Die Sportinhalte und Live-Übertragungen von Sportarten, für die Sport1 US über 2018 hinaus Rechte erworben hatte, werden seit dem 24. Januar 2019 bei Sport1+ gezeigt.

### Zuletzt ausgestrahlt
Das Programm umfasste bis zur Einstellung folgende Live-Übertragungen von Sportarten:
| Sportart   | Veranstaltung           | pro Woche                     | Vertragsdauer     |
| ---------- | ----------------------- | ----------------------------- | ----------------- |
| Baseball   | MLB                     | 1–3 Partien                   | bis November 2019 |
| Basketball | NBA                     | bis zu 120 Spiele pro Saison  | bis Juni 2018     |
| Basketball | NCAA College Basketball | bis zu 400 Stunden pro Saison | bis April 2018    |
| Eishockey  | NHL                     | 2–3 Partien                   | bis Juni 2020     |
| Football   | NCAA College Football   | bis zu 400 Stunden pro Saison | bis Januar 2018   |
| Motorsport | IndyCar Series          | alle Rennen                   | bis Herbst 2018   |

Außerdem wurden folgende Sendungen ausgestrahlt:
- aktuelle Magazine und Dokumentationen aus dem Portfolio von NFL Films[3]
- Bass Fishing
- Billard
- Bowling
- Bullriding
- Inside US Sports
- Matchroom

Um den sehr kurzfristig angekündigten Sender mit Programminhalten zu füllen, wurden zu Beginn von einigen dieser Sendungen bis zu zwölf Episoden am Stück gesendet.

### Ehemalig
Folgende Sportarten wurden früher übertragen:
| Sportart |  | Veranstaltung | pro Woche       | Vertragsdauer   |
| -------- |  | ------------- | --------------- | --------------- |
| Fußball  |  | MLS           | 1–2 Partien     | 2014            |
| Football |  | NFL           | Primetime Games | bis Januar 2016 |

Folgende Sendungen wurden früher ausgestrahlt:
- Action Sports World
- AMA Motocross Championship
- American Le Mans Series
- PBR Bull Riding
- TNA iMPACT! Wrestling

## Senderlogos

Logo von sport1 US
Logo von sport1 US HD
Logo von sport1 US HD1